# Who's Foolin' Who
Who's Foolin' Who är ett samlingsalbum av den tyska hårdrocksgruppen Bonfire från 2000.

## Låtlista
| Nr  | Titel              | Kompositör                                                                     | Längd |
| --- | ------------------ | ------------------------------------------------------------------------------ | ----- |
| 1.  | The Stroke         | Squier                                                                         | 4:25  |
| 2.  | Bang Down the Door | Halligan Jr, Schleifer, Lessmann, Ziller                                       | 3:20  |
| 3.  | Never Surrender    | Deisinger, Schleifer, Lessmann                                                 | 5:00  |
| 4.  | Who's Foolin' Who  | Ribler, Schleifer, Lessmann, Ziller                                            | 3:49  |
| 5.  | Cold Days          | Lessmann, Ziller, Maier-Thorn, Deisinger                                       | 4:24  |
| 6.  | Sweet Obsession    | Ponti, Turner, Lessmann, Ziller, Maier-Thorn, Deisinger                        | 3:03  |
| 7.  | Hold You           | Schleifer, Lessmann                                                            | 4:17  |
| 8.  | Hot To Rock        | Ziller, Deisinger, Lessmann                                                    | 4:13  |
| 9.  | Hard On Me         | Ponti, Swirsky, Schleifer, Lessmann, Ziller, Deisinger, Patrik                 | 3:08  |
| 10. | Fantasy            | Lessmann, Ziller, Maier-Thorn, Deisinger                                       | 4:36  |
| 11. | Rock Me Now        | Lessmann, Ziller, Maier-Thorn, Deisinger                                       | 4:17  |
| 12. | L.A.               | Ziller, Lessmann                                                               | 4:39  |
| 13. | Down And Out       | Schleifer, Lessmann                                                            | 3:37  |
| 14. | Gimme Some         | Ponti, Keeling, Bulen, Wagener, Lessmann, Deisinger, Schleifer, Patrik, Ziller | 3:16  |
| 15. | Tony's Roulette    | Ziller, Lessmann                                                               | 4:42  |
| 16. | Say Goodbye        | Ziller, Lessmann                                                               | 3:42  |

## Bandmedlemmar
- Claus Lessmann - sång, bakgrundssång
- Hans Ziller - gitarr & bakgrundssång
- Chris Lausmann - gitarr, keyboard, bakgrundssång
- Uwe Köhler - bas, bakgrundssång
- Jürgen Wiehler - trummor, bakgrundssång